# Lewis Cass
Pour les articles homonymes, voir Cass.
Lewis Cass, né le 9 octobre 1782 à Exeter dans le New Hampshire et mort le 17 juin 1866 à Détroit, est un homme politique et militaire américain. Il est gouverneur du territoire du Michigan de 1813 à 1831 mais aussi deux fois sénateur de cet État (1845-1857).

## Biographie
Lewis Cass est né le 9 octobre 1782 à Exeter dans le New Hampshire. Il déménage avec ses parents à Wilmington dans le Delaware en 1799 puis part en 1801 pour le territoire du Nord-Ouest. Après des études de droit, il est élu à la Chambre des représentants de l'Ohio en 1806 puis marshal pour le district de l'Ohio de 1807 à 1812. Il s'engage ensuite dans la United States Army entre 1813 et 1814 et atteint le grade de brigadier général.
En 1813, Cass est nommé gouverneur militaire puis civil du territoire du Michigan jusqu'en 1831, date à laquelle il est nommé secrétaire à la Guerre par le président Andrew Jackson. En tant que secrétaire à la Guerre, il aida à mettre en œuvre la politique de Jackson de déportation des Indiens. Il sert ensuite comme ambassadeur des États-Unis en France jusqu'en 1842 puis siège au Sénat des États-Unis pour le Michigan de 1845 à 1848.
Lewis Cass est le candidat démocrate à l'élection présidentielle américaine de 1848 mais est battu par le général Zachary Taylor. En campagne, il se montre favorable à la conduite d'une politique expansionniste. Au sujet de la guerre contre le Mexique, il déclare que « nous ne voulons des Mexicains ni comme citoyens, ni comme sujets. Tout ce que nous voulons, c'est une portion de territoire. » Partisan du libre choix des nouveaux États pour l'esclavage, il eut à faire face à un ticket anti-esclavagiste conduit par Martin Van Buren qui détourna de lui une partie de l'électorat démocrate du nord.
Il continue sa carrière jusqu'en 1860 notamment comme secrétaire d'État dans le cabinet de James Buchanan, date à laquelle il démissionne pour protester devant l'apathie du président devant le risque de sécession des États du Sud.
Lui-même propriétaire d’esclaves, il était l’un des principaux porte-parole de la doctrine de la souveraineté populaire, qui à l’époque soutenait l’idée que les habitants de chaque État américain devraient avoir le droit de décider d’autoriser ou d’interdire l’esclavage, croyant en l’idée des droits des États.
Il meurt le 17 juin 1866 à Détroit.

### Source
- (en) Cet article est partiellement ou en totalité issu de l’article de Wikipédia en anglais intitulé « Lewis Cass » (voir la liste des auteurs).